# Niccolò Franco
Niccolò Franco, född omkring 1505 i Benevento, död 1569, var en italiensk skald.
Franco kom i Venedig i vänskaplig förbindelse med Pietro Aretino, som drog fördel av hans kunskaper i latin och grekiska. Men vänskapen upphörde, då Franco 1538 utgav sina Pistole vulgari, lockad av den framgång Aretino vunnit med sina Lettere. 

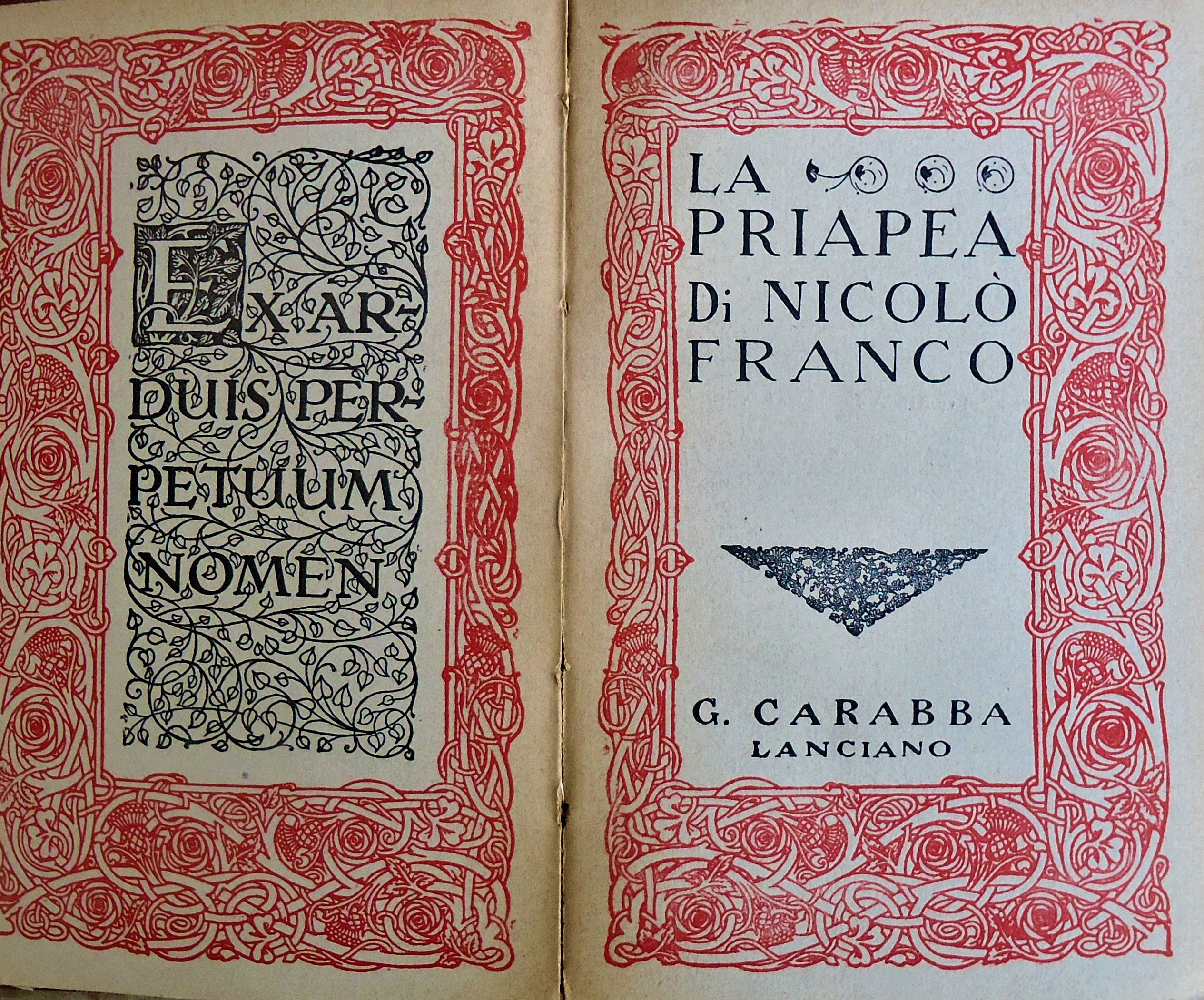
Niccolò Franco, Priapea, Carabba, 1916

Då Aretino, harmsen på medtävlaren, jagade denne ur sitt hus, svarade Franco med ärekränkande beskyllningar mot Aretino, och striden fortgick, till dess Franco fann sig nödgad att för säkerhets skull lämna Venedig.
Sedan han för någon tid funnit en tillflyktsort hos guvernören i Casal Monferrato, begav han sig till Mantua, där han drog sig fram som lärare, och kom slutligen till Rom, där han blev hängd på befallning av påven Pius V, som tagit anstöt av hans oanständigheter och känt sig personligen kränkt av ett epigram. Utom den redan nämnda samlingen brec efterlämnade Franco en på ottave rime utförd tolkning av en del av Iliaden, en självsvåldig kommentar till en Vergilius tillskriven samling Priapea samt en samling likaledes obscena, mot Aretino riktade sonetter (1541). Hans Il Petrarchrista (1539) och Dialoghi piacevoli (1542) har litterärt intresse som uttryck för den växande oppositionen mot den själlösa Petrarcaefterbildningen, en opposition, som på samma gång angav en strävan efter en verklighetstrognare diktning. 